# Quebrada (San Lorenzo)
Quebrada es un barrio ubicado en el municipio de San Lorenzo en el estado libre asociado de Puerto Rico. En el Censo de 2010 tenía una población de 3354 habitantes y una densidad poblacional de 263,21 personas por km².

## Geografía
Quebrada se encuentra ubicado en las coordenadas 18°13′1″N 65°57′59″O / 18.21694, -65.96639. Según la Oficina del Censo de los Estados Unidos, Quebrada tiene una superficie total de 12.74 km², de la cual 12.69 km² corresponden a tierra firme y (0.45%) 0.06 km² es agua.

## Demografía
Según el censo de 2010, había 3354 personas residiendo en Quebrada. La densidad de población era de 263,21 hab./km². De los 3354 habitantes, Quebrada estaba compuesto por el 75.01% blancos, el 10.55% eran afroamericanos, el 0.66% eran amerindios, el 0.12% eran asiáticos, el 9.81% eran de otras razas y el 3.85% pertenecían a dos o más razas. Del total de la población el 99.19% eran hispanos o latinos de cualquier raza.